# 亚美利哥·韦斯普奇
亚美利哥·韦斯普奇（義大利語：Amerigo Vespucci，1451年3月9日—1512年2月22日）是一名義大利商人、航海家、探险家和旅行家，美洲（全称亚美利加洲）是以他的名字命名的。他经过对南美洲东海岸的考察提出这是一块新大陆，而当时的歐洲人包括哥伦布都认为这块大陆是亚洲东部。
新大陆是由亚美利哥首次发现的理论曾经引起过许多争议，主要针对他最重要的两封信：〈新大陆〉和〈第四次航行〉。由于他的信件被出版并广为流传，因此日耳曼地理学家馬丁·瓦爾德澤米勒在1507年出版的《世界地理概论》（Cosmographics Introduction）中，将这块大陆标为“亚美利加”，是亚美利哥名字的拉丁文写法——“亚美利庫斯·韦斯普苏斯”（Americus Vespucius）的陰性变格。
目前历史学家普遍认为亚美利哥对南美大陆只考察过三次，1497年5月10日从西班牙加的斯出发的第一次考察实际不存在。
从1499年到1501年，亚美利哥曾参加了由阿隆索·德·奥赫达领导的探险，到达现在的圭亚那沿海后，两人似乎分开了，亚美利哥向南航行，发现了亚马逊河河口，直到南纬6度，然后转回，发现了特立尼达岛和奥里诺科河，经由现在的多明尼加回到西班牙。
他的第二次航行是从1501年到1502年，是代表葡萄牙出航的，如果他的记载是正确的话，这次航行曾到达阿根廷南部的巴塔哥尼亚地区，1502年發現拉普拉塔河。很少有人知道他的最后一次据说是从1503年到1504年之间的航行，也可能根本就不存在。1512年亚美利哥在西班牙的塞维利亚去世。
尽管对他究竟有几次探险存在争议，但他对南美洲的探险本身确实存在，而且正是由于他的信件，欧洲人才第一次知道存在一个美洲新大陆。

## 生平
亚美利哥出生于佛罗伦萨的一个富裕的家庭，在家中排行第三，父亲是佛罗伦萨货币兑换行会的公证人。
热那亚贵族女性西蒙内塔·韦斯普奇是佛罗伦萨的马可·韦斯普奇的妻子，同时也是亚美利哥·维斯普奇的表妹。